# Frankfurt (Main) Flughafen Fernbahnhof

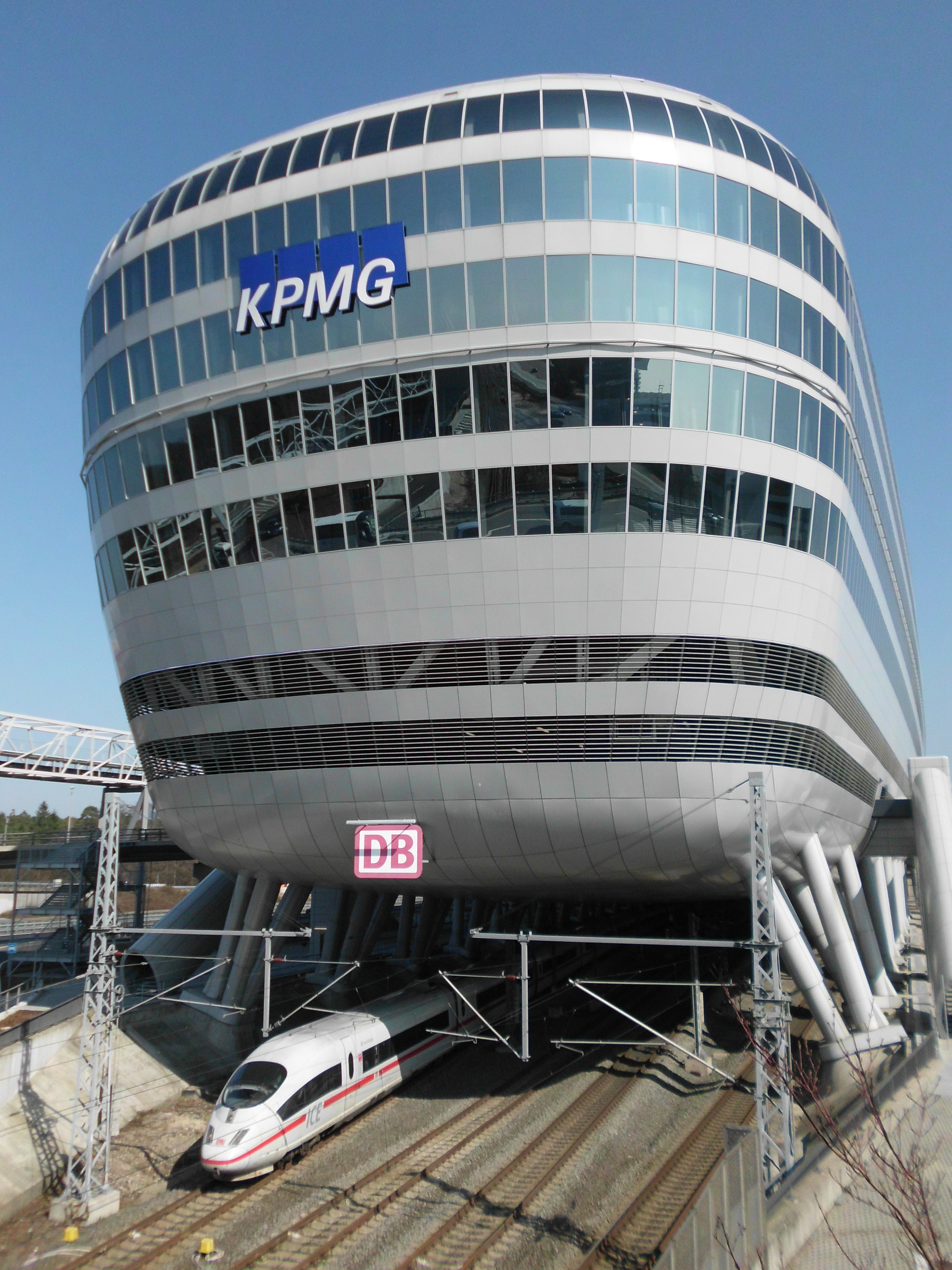
Flughafen Fernbahnof. É possível ver um comboio ICE 3 (BR 403 ou 406) a partir em direcção de Colónia, Mainz ou Wiesbaden.

O Frankfurt (Main) Flughafen Fernbahnhof (português: Estação Ferroviária de Longa-Distância do Aeroporto de Frankfurt) é uma das duas estações que servem o aeroporto de Francoforte, a outra é a Estação Ferroviária Regional do Aeroporto de Frankfurt (alemão: Frankfurt am Main Flughafen Regionalbahnof). A estação de longa distância recebe comboios IC (Intercidades, Intercity), EC (Eurocidades, Eurocity) e ICE (serviços intercidades de alta velocidade, IntercityExpress) A estação é, em termos de passageiros, a maior a servir um aeroporto na Alemanha, com aproximadamente 20.000 passageiros diários. A estação opera exclusivamente comboios de longa distância, enquanto a estação regional (Regionalbahnof) opera os serviços regionais (Regionalbahn, Regional-Express) e urbanos (S-Bahn/Schnellstadtbahn).